# 福島県立会津工業高等学校

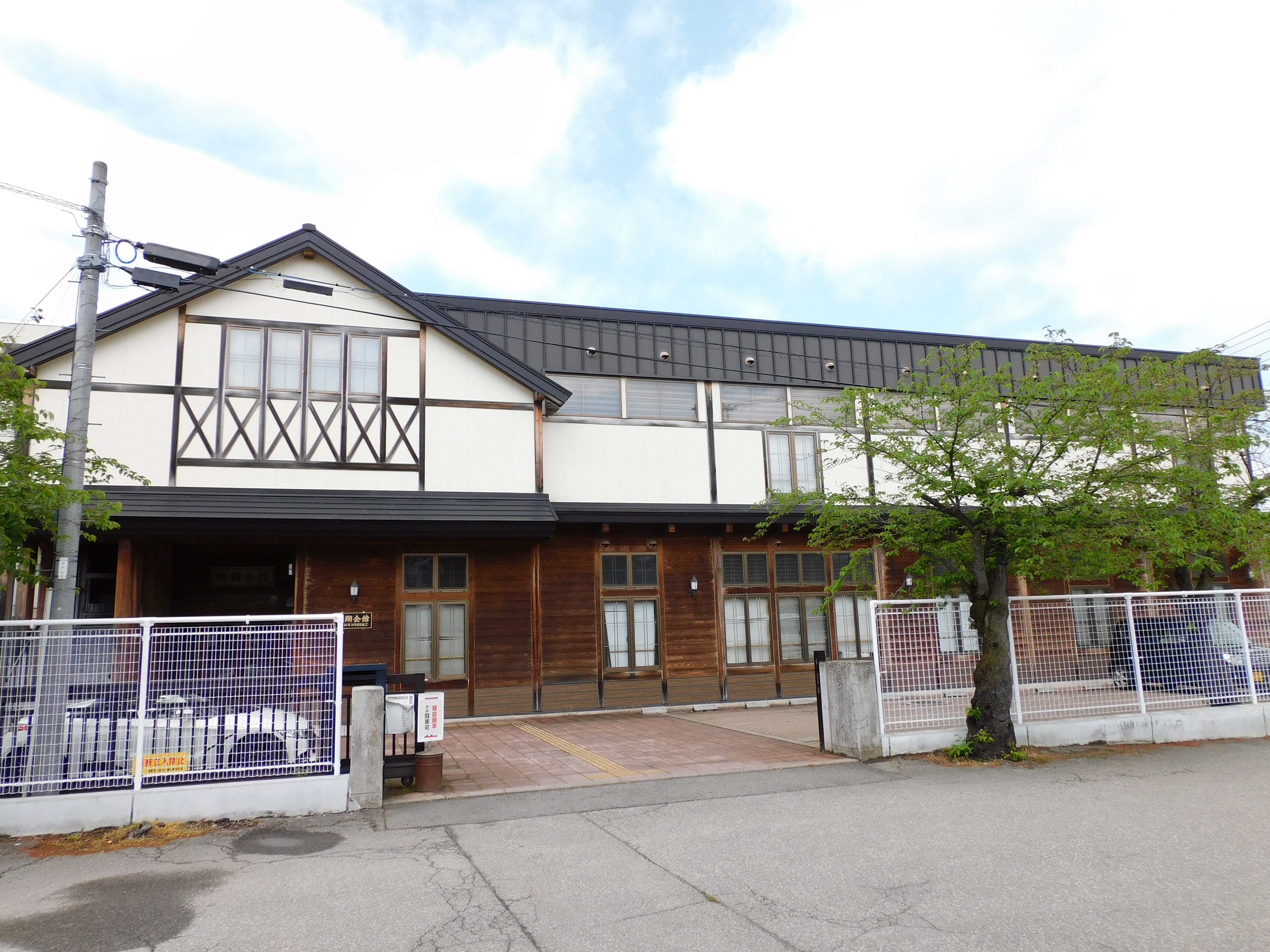
同窓会館の「鶴翔会館」

福島県立会津工業高等学校（ふくしまけんりつ あいづこうぎょうこうとうがっこう）は、福島県会津若松市に所在する県立工業高等学校。

## 概要
1904年（明治37年）創立の福島県内工業高校では最も古い歴史があり、工業教育では東北地域でも有数の古い歴史のある伝統校。校舎を定時制の福島県立会津第二高等学校と共用している。通称は「かいこう」だが、福島県立会津高等学校も同じ通称で呼ぶ人もいるため、地元では後者を「あいづこう」と呼び分けている人が多い。

## 設置学科
- 全日制課程
  - 建築インテリア科
  - セラミック化学科
  - 機械科
  - 電気情報科

## 沿革
- 1895年(M28) 　　- 大沼郡本郷町に「窯業徒弟学校」設立。
- 1898年(M31) 　　- 会津若松市に「漆器徒弟学校」設立。
- 1902年(M35)02月 - 本校舎の竣工。
- 1904年(M37)04月 - 「窯業徒弟学校」及び「漆器徒弟学校」を廃し本校に併設。「福島県立工業学校」として創立。
- 1906年(M39)11月 - 第1回製作品展覧会を行う。
- 1917年(T06)04月 - 応用化学科を増設。校友会発会式挙行。
- 1922年(T11)04月 - 校友会発足式を行う。帽章は「福工」の二字に鶴を配し、白線3本をまく。6月、校歌制定。
- 1929年(S04)04月 - 「福島県立工業学校」を「福島県立会津工業学校」と校名改称。
- 1935年(S10)10月 - 創立30周年記念事業として着手した「奉安殿」竣工。
- 1936年(S12)12月 - 第二部応用科学科入学式を行なう。
- 1939年(S14)04月 - 機械科を松江春次の寄付により増設。
- 1941年(S16)04月 - 機械科を増設。二部応用化学科を廃止。
- 1943年(S18)04月 - 応用化学科を工業化学科と科名変更。
- 1944年(S19)04月 - 染織科生徒募集停止。
- 1945年(S20)04月 - 電気通信科増設。
- 1946年(S21)04月 - 染織科復活。
- 1947年(S22)04月 - 学制改革により各科第１学年生徒募集停止。
- 1948年(S23)04月 - 学制改革に伴い、「福島県立会津工業高等学校」となる。建築科増設、電気通信科を電気科に変更。
- 1954年(S29)11月 - 創立50周年記念式典を行う。
- 1961年(S36)04月 - 電子工業科、別科産業科（電気工事課程）の新設。
- 1962年(S37)04月 - 精密機械科新設。
- 1963年(S38)04月 - 工業化学科新設。繊維工業科（染織科）、工芸科（漆工科）、電子科（電子工業科）の科名変更。
- 1967年(S42)03月 - 女子の入学を認める。（繊維工業科、窯業科、工業化学科、電子科のみ）
- 1969年(S44)04月 - 会津第二高等学校から本郷分校（定時制 窯業科）が移管される。
- 1976年(S51)03月 - 精密機械科募集停止。4月機械科定員増。（定員80名）
- 1982年(S57)11月 - 創立80周年記念式典並びに会工祭を行う。校歌碑除幕式。
- 1986年(S61)04月 - 工芸科、窯業科の募集を停止し、インテリア科、セラミック科を新設。
- 1989年(H01)04月 - 繊維工業科の募集を停止し、情報技術科を新設。
- 1991年(H03)03月 - 繊維工業科を廃止。
- 1992年(H04)08月 - 創立90周年記念事業、トレーニングセンター竣工。（会工トレーニングセンター）
- 1993年(H06)03月 - 講堂取り壊し。新体育館（南体育館）竣工。
- 1999年(H11)03月 - 本郷分校閉校式典、閉校。
- 2000年(H12)03月 - 電子科を募集停止。
- 2002年(H14)10月 - 創立100周年記念式典。同窓会館竣工。
- 2004年(H16)04月 - 建築科とインテリア科を募集を停止し、建築インテリア科を新設。
- 2005年(H17)06月 - 文部科学省、目指せスペシャリストの指定。
- 2006年(H18)02月 - 「松江賞」復活。松江春次、鈴木善九郎像2体を修復。
- 2008年(H20)04月 - 化学工学科とセラミック科を募集を停止し、セラミック化学科新設。

## 部活動
- 体育系
- 山岳部
- サッカー部
- バドミントン部
- バレー部
- ソフトテニス部
- バスケット部
- 野球部
- 剣道部
- 柔道部
- 水泳部
- スキー部
- 陸上競技部
- 卓球部
- 弓道部
- テニス部
- ボクシング部

- 文化系
- 美術部
- 吹奏楽部
- 演劇部
- IT研究部
- 写真部

## 交通
- JR会津若松駅より会津バス利用：神明通りバス停下車
- JR只見線七日町駅から徒歩25分

## 著名な出身者
- 金田利雄（元新鶴村村長、元福島協和信用組合理事長）
- 大八木弘明（駒澤大学陸上競技部監督）、箱根駅伝（第76回、第78 - 第81回、第84回、第97回）総合優勝
- 福田晃（国文学者、民俗学者、立命館大学名誉教授）
- 保志総一朗（声優）
- 保志雄一（バーテンダー）
- 佐藤慶（俳優）
- 星創太（陸上競技選手）
- 荒川巌（元プロ野球国鉄（東京ヤクルトスワローズ）選手）
- 須佐勝明（アマチュアボクシング選手、2006・2010年アジア大会銅メダリスト、ロンドンオリンピック日本代表）
- 笹川ひろし（アニメ監督）
- 平田昭吾（絵本作家）